# Smulsko (Łódź)
Smulsko (dawniej Smólsko) – peryferyjne osiedle w Łodzi, położone nad Nerem w południowo-zachodniej części miasta, tuż przy granicy z Konstantynowem Łódzkim. Włączone do Łodzi w 1946 roku.
Smulsko leży na terenie Polesia, a administracyjnie należy do osiedla Retkinia Zachód-Smulsko. Natomiast łódzki System Informacji Miejskiej uznaje Smulsko za samodzielne osiedle.

## Historia
Niegdyś była tu podłódzka wieś o nazwie Smulsk lub Smólsko, od 1867 w gminie Brus. W okresie międzywojennym należała do powiatu łódzkiego w woj. łódzkim. W 1921 roku liczba mieszkańców wynosiła 88. 1 września 1933 weszła w skład nowo utworzonej gromady (sołectwa) Nowy Józefów w granicach gminy Brus, składającej się ze wsi Nowy Józefów (Łódź) i Smulsko. Podczas II wojny światowej włączona do III Rzeszy.
Według przedwojennych map Wojskowego Instytutu Geograficznego w Warszawie z 1935 roku w miejscu obecnego osiedla Smulsko znajdowała się wieś Nowy Józefów licząca 23 gospodarstwa, natomiast w lokalizacji obecnego osiedla Nowy Józefów mieściła się wieś Smólsko licząca 24 gospodarstwa. Zapewne jest to błąd lub co najmniej nieścisłość, ale pisownia nazwy osiedla w ciągu kilkudziesięciu powojennych lat uległa niewielkiej korekcie.
Po wojnie Smulsko powróciło na krótko do powiatu łódzkiego woj. łódzkim, lecz już 13 lutego 1946 włączono je do Łodzi.
Na początku lat 70. wzdłuż ulicy Salvadora Allende, oddzielającej Smulsko od sąsiedniej od strony zachodniej osiedla Retkinia powstały Pracownicze Ogródki Działkowe „Azalia”. Na sąsiadujących popegieerowskich polach (już wówczas zapuszczonych) planowana była budowa Zakładów Odtworzeniowych Przemysłu Włókienniczego dla Łodzi wraz z obsługującą je Elektrociepłownią nr 5 w Łodzi. Protesty mieszkańców powstającego wówczas osiedla Retkinia doprowadziły do zaniechania tych projektów.

## Osiedle dziś
W latach 80. na Smulsku zaczęło powstawać osiedle domków jednorodzinnych o zabudowie szeregowej. Budowa domów odbywała się metodami gospodarczymi i w wielu przypadkach została zakończona dopiero na początku XXI wieku. Obecnie, po zabudowaniu pustych miejsc, niektóre segmentowce, mają kilkaset metrów długości. Budynki stoją przy kilkunastu uliczkach, przecinających się pod kątem prostym. Obecnie osiedle jest traktowane jako luksusowe i taki charakter starają się zachować mieszkańcy tego osiedla w wykańczaniu swoich domów. Osiedle posiada wszystkie media używane w mieście, takie jak kanalizacja, woda, prąd, gaz, 2 firmy telekomunikacyjne dostarczające telefon i internet. Prawie wszystkie ulice są utwardzone. W większości 16 (łącznie 18) ulic zastosowano dobrej jakości asfalt, a także kostkę bitumiczną.
Osiedle Smulsko często, acz niesłusznie zaliczane jest w skład sąsiadującej Retkini, od której osiedle oddziela ulica ks. Jerzego Popiełuszki (dawniej: ulica Salvadora Allende). Pomimo odmiennego charakteru obu osiedli – Retkinia to blokowisko z wielkiej płyty, a Smulsko to osiedle o zabudowie niskiej, jednorodzinnej – oba osiedla są ściśle powiązane. Pomimo tego od kilku lat na osiedlu powstało kilkanaście bloków wkomponowanych w architekturę danego miejsca. Smulsko nie spełnia funkcji handlowych i usługowych – funkcjonuje tam zaledwie kilka sklepów ogólnospożywczych oraz kilkanaście firm usługowych, a także stadnina koni „Smulsko”. Brak także szkół i przedszkoli. Wszystkie potrzeby w tym zakresie mieszkańcy zaspokajają na sąsiadującej Retkini lub w centrum Łodzi. Także kościół parafialny Smulska znajduje się na Retkini (parafia pw. Najświętszej Eucharystii).
Na terenie Smulska znajduje się pewna liczba firm produkcyjnych, zatrudniających po kilka-kilkanaście osób.

### Nazwy ulic
Nazwy ulic na Smulsku nawiązują do różnych dyscyplin sportowych. Pierwotnie większość tych nazw wykorzystywana była do nazwania wiejskich ulic sąsiedniej Retkini po jej włączeniu do Łodzi, jednak po zbudowaniu na terenie dawnej wsi osiedla mieszkaniowego i związaną z tym całkowitą zmianą układu ulic (z których wiele pozostało nienazwanych) „zwolnione” w ten sposób nazwy nadano uliczkom budowanego Smulska.
Na Smulsku znajdują się ulice: Bobslejowa, Bojerowa, Bokserska, Gimnastyczna, Golfowa, Hippiczna, Kolarska, Łyżwiarska, Oszczepowa, Piłkarska, Pływacka, Slalomowa, Szermiercza, Zapaśnicza i Żużlowa. Ponadto 3 ulice noszą nazwy pochodzące od osób związanych ze sportem i z Łodzią: Wawrzyńca Cylla, Antoniego Gałeckiego, Tomasza Konarzewskiego oraz Jerzego Kukuczki.
Oprócz tego na osiedlu znajduje się ul. Smulska, ul. Armii Łódź, a na granicy z osiedlem Nowy Józefów ul. Kinga Campa Gillette’a, którą nazwano na cześć twórcy koncernu, jaki zbudował tutaj swą fabrykę. Przy osiedlu powstał park z kilkoma alejkami i górką do zjeżdżania dla dzieci. Park znajduje się między osiedlem a fabryką Gilette.